# Les Bonbons
Pistes de Mathilde
Jef Le dernier repas
Pistes de Les Bonbons
Les Vieux
Pistes de Jacques Brel 67
Fils de... La Chanson des vieux amants
Les Bonbons est une chanson de l'auteur-compositeur-interprète Jacques Brel, publiée en 1963 sur le 33 tours 25cm Mathilde, précédent sa diffusion en super 45 tours l'année suivante. 
En 1966, elle est rééditée sur un 33 tours de compilations considéré comme le 7ème album de l'artiste.
En 1967, Jacques Brel donne une suite à la chanson, Les Bonbons 67, diffusée sur l'album Jacques Brel 67.

## La chanson
Les Bonbons évoque les amours d'un personnage naïf, versatile, car fortement influençable par les avis de la gent féminine. À l'élue de son cœur, il offre des bonbons plutôt que des fleurs « parce que les fleurs c'est périssable », d'ailleurs « les bonbons c'est tellement bon, bien que les fleurs soient plus présentables, surtout quand elles sont en boutons. » Cette dernière les refuse, lui préfère un certain Léon pour qui elle l'abandonne. Il les offre alors à Germaine, que juste avant, se rangeant à l'avis de celle qu'il accompagnait, il avait fortement critiquée :
« Oh oui Germaine est moins bien qu'vous,

Oh oui Germaine elle est moins belle,
C'est vrai qu'Germaine a des ch'veux roux,
C'est vrai qu'Germaine elle est cruelle,
Ca vous avez mille fois raison. 
[...]
Mais bonjour Mad'moisell' Germaine, 

J'vous ai apporté des bonbons... »
(paroles Jacques Brel, extraits)

### Les Bonbons 67 (suite et fin)
En 1967, utilisant la même musique, Jacques Brel donne une suite à sa chanson, qu'il nomme Les Bonbons 67. On retrouve le même personnage beaucoup plus sûr de lui (en apparence), qui vient réclamer à Germaine, vexé qu'il est par une réflexion faite sur la longueur de ses cheveux, les bonbons qu'il lui a précédemment offerts : 
« Je viens rechercher mes bonbons,

Vois-tu Germaine j'ai eu trop mal
Quand tu m'as fait cette réflexion
Au sujet de mes cheveux longs,

C'est la rupture bête et brutale... »
En guise de chœur aux paroles du personnage se mêlent les ricanements moqueurs de Germaine.
C'est alors, qu'il remarque le jeune frère de Germaine, à qui finalement, il offre les bonbons :
« Mais c'est là votre jeune frère,

[...]
C'est celui qui est flamingant,
[...]
J'vous ai apporté des bonbons
Parce que les fleurs c'est périssable,
Puis les bonbons c'est tell'ment bon, 
Bien qu'les fleurs soient plus présentables

Surtout quand elles sont en boutons. »
Ce revirement est accompagné par des « oh » et un « oh mais alors » de Germaine vexée et surtout choquée par la nouvelle préférence de son ex-courtisan.
(paroles Jacques Brel, extraits)

## L'interprétation
Pour ces deux chants, Jacques Brel « force » sur l'accent bruxellois. Au détour d'un couplet des Bonbons 67, il se brocarde lui-même, faisant dire au personnage : 
« J'ai perdu l'accent bruxellois, d'ailleurs plus personne n'a cet accent-là, sauf Brel à la télévision »
Jacques Brel stigmatise également cette mode naissante des cheveux longs chez les garçons, ainsi que des engagements pacifistes du mouvements hippies (certains y virent même une allusion au chanteur Antoine) :
« Et tous les samedis soirs que j'peux, j'écoute pousser mes cheveux, je fais glou-glou, je fais miam-miam, j'défile criant paix au Vietnam, parce qu'enfin j'ai mes opinions »
 (et cela sous les « bravo, bravo » moqueurs de Germaine).
Cette utilisation outrancière de l'accent bruxellois, à l'époque fut reproché à Jacques Brel par ses compatriotes, tandis que la Communauté flamande n'apprécia guère l'ambivalence du personnage[réf. nécessaire] qui (dans le dernier couplet), ignoré par le personnage féminin, laisse transparaître son homosexualité latente et jette son dévolu sur un jeune flamingant en l'occurrence frère de Germaine.

## Discographie
Les Bonbons
- 1963 : 33 tours 25 cm Barclay 80222 S[2] : Mathilde
- 1964 : super 45 tours Barclay 70636 M[3]
- 1966 : 33 tours 30 cm Barclay 80322 S[4] : Les Bonbons

Les Bonbons 67
- 1967 : 33 tours 30 cm Barclay 80334 S[5] : Jacques Brel 67